# Washington Junior
Washington Assis do Nascimento Junior (Rio de Janeiro, 20 de dezembro de 1996) é um atleta paralímpico brasileiro da classe T47.
Washington nasceu em uma família humilde na cidade de Deus e dedicou sua infância ao futebol sem se preocupar com a má formação congênita de seu braço direito. Muito veloz e habilidoso, queria ser jogador profissional e fazer sucesso na Europa. Entre uma partida e outra, foi apresentado ao esporte paralímpico por uma amiga de sua mãe. Ela trabalhava em um projeto esportivo para pessoas com deficiência e lhe deu um livro com as atividades da instituição e o contato de Jorge Chocolate, um dos mais conhecidos atleta-guia do Brasil. E assim, aos 15 anos, começou a treinar e competir no Atletismo Paralímpico. 
Apesar do grande potencial, os resultados não vieram rápido. As condições de treino não eram as melhores e Washington perdia muitos treinos devido aos constantes toques de recolher decretados em sua região. Isso o deixava sempre um passo atrás de seus adversários. Em 2018 mudou para São Paulo e passou a treinar no Centro de Treinamento Paralímpico Brasileiro, com o acompanhamento direto dos técnicos da seleção brasileira e a companhia de diversos atletas, como seu ídolo e adversário Yohansson Nascimento. Com a melhora na preparação, seus tempos evoluíram ano a ano.

## Conquistas
Washington Assis se tornou Campeão Mundial Júnior em uma competição realizada na Rússia, no final de 2019 conquistou a medalha de prata nos 100m do mundial de atletismo paralímpico em Dubai e alcançou o índice para representar o Brasil nos Jogos Paralímpicos de Tóquio, onde teve a maior conquista de sua vida, a medalha de Bronze nas Paralimpíadas de Tokyo nos 100m da classe T47.